# Pteraeolidia semperi
Pteraeolidia semperi is een slakkensoort uit de familie van de Facelinidae. De wetenschappelijke naam van de soort werd voor het eerst geldig gepubliceerd in 1870 door Bergh als Flabellina semperi.